# Lá bemol menor
Lá bemol menor (abreviatura no sistema dos países de línguas românicas Lá♭ m e no sistema de países de línguas germânicas A♭m) é a tonalidade que consiste na escala menor de lá bemol e contém as notas lá bemol, si bemol, dó bemol, ré bemol, mi bemol, fá bemol, sol bemol e lá bemol. A sua armadura contém, pois, sete bemóis. A sua tonalidade relativa é dó bemol maior e a sua paralela lá bemol maior. As alterações para as versões melódicas e harmônicas são escritas se forem necessárias. É enarmônica de sol sustenido menor.